# Dplus KIA
Dplus KIA（韓語：디플러스 기아，简称DK，曾用名DWG KIA、DAMWON Gaming）是一家韩国电子竞技俱乐部。其《英雄联盟》分部效力于韩国顶级《英雄联盟》联赛英雄联盟韩国冠军联赛（LCK）中。2020年9月5日，DWG在LCK夏季赛决赛上3:0战胜了DRX获得其首个LCK冠军。2020年10月31日，DWG在英雄联盟2020赛季全球总决赛上3:1战胜SN获得总冠军。2021年11月7日，DK在英雄聯盟2021賽季全球總決賽上以2:3惜敗EDG獲得亞軍。

## 历史

### 2020年
DWG在2019年KeSPA杯上表现不佳，但他们没有改变2020年春季赛的阵容, Butch仍然是隊伍的首發。DWG在常规赛中排名第五，在季后赛不敌DRX最终排名第四。DWG同T1、Gen.G、DRX参加了英雄联盟季中杯，但未能小组出线。
仍未改变阵容的DWG在夏季赛常规赛中仅负两场，以常规赛头名的身份自动晋级总决赛。在9月5日的总决赛中，DWG 3:0横扫了DRX，赢得了他们的第一个LCK冠军。
DWG以LCK一号种子的身份晋级英雄联盟2020赛季全球总决赛，他们与JD Gaming、Rogue及PSG Talon同组并以小组第一的身份出线。在四分之一决赛上，DWG以3:0的比分横扫同赛区对手DRX，在半决赛上3:1战胜G2 Esports，在总决赛上3:1战胜Suning，问鼎总冠军，打野選手(現ID：Canyon）获得总决赛最有价值选手（FMVP）。
起亚汽车和DWG于2020年12月宣布达成冠名赞助合约，DWG于2021年起更名为DWG KIA。

### 2021年
衛冕軍DK在春季賽同樣取得了常規賽頭名，在季後賽半決賽上3:0橫掃HLE，在總決賽上3:0橫掃GEN，再次拿下LCK冠軍。DK取得了季中邀請賽的資格，在小組賽及對抗賽皆以首名出線，準決賽上3:2擊敗MAD，但決賽以2:3不敵RNG，獲得亞軍。
尋求LCK三連霸的DK在夏季賽一樣以頭名出線常規賽，季後賽半決賽3:0橫掃NS，總決賽上3:1擊敗T1，成功完成LCK三連霸，也是繼T1之後第二支取得LCK三連霸的隊伍。
DK以LCK一號種子和衛冕軍的身份晉級英雄聯盟2021賽季全球總決賽，他們與Cloud9、Rogue及FunPlus Phoenix同組，並強勢以6勝0負，小組第一種子的身份出線。DK8強賽3:0橫掃MAD，半決賽3:2擊敗T1，但決賽以2:3惜敗EDG，未能完成衛冕，本年度的兩次國際賽事均獲得亞軍。

### 2022年
在韩国英雄联盟冠军联赛春季赛半决赛中，DK以2-3不敌GEN.G，无缘决赛。9月1日，在LCK夏季资格赛中，ShowMaker帮助战队3-1击败LSB战队，以LCK三号种子的身份获得全球总决赛参赛资格。在英雄联盟2022赛季全球总决赛的小组赛阶段，DK战队取得了5-1的战绩，成功晋级淘汰赛。但在10月23日的淘汰赛中，DK战队2-3败于GEN.G，止步八强。

### 2023年
3月23日，在韩国英雄联盟冠军联赛春季赛的季后赛中，DK战队1:3不敌HLE战队，遭到淘汰。8月9日韩国英雄联盟冠军联赛夏季赛的季后赛中，DK战队以1:3的成绩不敌T1战队被淘汰。在之后的LCK资格赛上，DK战胜HLE，以LCK四号种子的身份出征英雄联盟2023赛季全球总决赛。DK战队在瑞士轮最后一日的比赛中，0:2不敌KT战队，未能进入全球总决赛的淘汰赛阶段。

### 2024年
在LCK春季赛中，DK在常规赛中取得9胜9负的成绩，以排名第五进入季后赛。季后赛中DK先是以3:2战胜KT，随后2:3不敌Gen.G掉入败者组，最后0:3不敌T1，获得殿军。同年的LCK夏季赛中，DK在常规赛取得13胜5负的成绩，最终以第三名进入季后赛。季后赛第一轮DK以3:1战胜FOX，随后0:3不敌Gen.G掉入败者组，最后1:3不敌T1，获得殿军。在9月12日的LCK区域资格赛中，DK成功以3:2战胜T1，作为LCK三号种子参加英雄联盟2024赛季全球总决赛。10月13日，在瑞士轮第五场比赛中，DK1:2不敌WBG，最终以2胜3负的成绩无缘接下来的淘汰赛。

## 成員名單
絕地求生
2019年8月16日創立絕地求生分部
| ID        | Name           | Join Date      |
| --------- | -------------- | -------------- |
| Under     | Park Sung-chan | 2020-11-28[18] |
| Menteul   | Im Yeong-su    | 2021-12-28[32] |
| Americano | Jung Young-hun | 2023-01-03[41] |
| MinuDa    | Lee Min-woo    | 2023-01-03[42] |